# Cors valents
Cors valents (originalment en francès, Cœurs vaillants) és una pel·lícula francesa del 2022 dirigida per Mona Achache. S'ha doblat al català i va arribar als cinemes el 30 de setembre de 2022.
El rodatge va començar a finals de juliol de 2020 i va acabar el 21 de setembre, i va tenir lloc principalment a Chambord i el seu castell. El rodatge es va realitzar seguint el protocol sanitari vinculat a la pandèmia de la COVID-19.
Amb 11.488 entrades en la primera setmana, la pel·lícula es va considerar un fracàs comercial.

## Sinopsi
Els nens jueus s'amaguen al castell de Chambord, enmig d'obres d'art amagades del Louvre, entre les quals La Gioconda. El títol fa referència a la revista juvenil Cœurs vaillants.

## Repartiment
- Camille Cottin: Rose
- Swann Arlaud: el conservador
- Patrick d'Assumçao: el capellà
- Anne-Lise Heimburger: l'oficial alemany
- Maé Roudet--Rubens: Hannah
- Léo Riehl: Jacques
- Ferdinand Redouloux: Josef
- Lilas-Rose Gilberti: Clara
- Asia Suissa-Fuller: Henriette
- Luka Haggège: Léon
- Félix Nicolas: Paul
- Franck Beckmann: el guarda de joc
- Laurent Hautot: un soldat alemany